# Herbert Layh
Herbert Layh (* 2. März 1944; † 10. April 2013) war ein deutscher Fußballspieler. Der Mittelfeldspieler hat für den Karlsruher SC 1967/68 in der Fußball-Bundesliga zwei Spiele bestritten. In der zweitklassigen Fußball-Regionalliga Süd hat er für Waldhof Mannheim (7/0) und den VfR Mannheim (3/0) in den letzten zwei Runden 1972/73 und 1973/74 zehn Ligaspiele absolviert.

## Karriere
Die höherklassige Karriere des Mittelfeldspielers begann mit der Amateurmannschaft des KSC in der Saison 1964/65 in der 1. Amateurliga Nordbaden. Unter Spielertrainer Bernhard Termath (23/3) und an der Seite von Mitspielern wie Heinz Schrodt, Günther Cuntz, Eugen Ehmann, Torhüter Siegfried Kessler, Hans-Peter Lamparth und Torjäger Hans Ripp gewann der KSC-Nachwuchs mit zwei Punkten Vorsprung vor dem VfR Pforzheim die Meisterschaft. Layh hatte für die Meistermannschaft in 27 Ligaeinsätzen elf Tore erzielt. Insgesamt absolvierte der kombinationsbegabte und lauffreudige Spieler für die KSC Amateure bis 1967 in der Amateurliga Nordbaden 86 Ligaspiele und erzielte 35 Tore.
Layh absolvierte in der Bundesliga zwei Spiele für den Karlsruher SC. In der Saison 1967/68 gab er sein Debüt am 16. Spieltag gegen den SV Werder Bremen im Bremer Weserstadion. Der Endstand von 6:1 für Werder war bereits hergestellt, als er in der 75. Spielminute für Jürgen Weidlandt eingewechselt wurde. Bei seinem zweiten Spiel, bei Borussia Dortmund, spielte er über die volle Zeit; das Spiel endete 0:5.
Von 1968 bis 1972 spielte er eine tragende Rolle beim 1. FC Pforzheim und im Brötzinger Tal kamen weitere 95 Ligaeinsätze in der 1. Amateurliga Nordbaden mit 39 Toren hinzu. Er errang 1969 und 1971 zwar die Vizemeisterschaft, der Aufstieg in die Regionalliga glückte aber nicht. In der Saison 1970/71 führte Layh mit 27 Treffern die Torschützenliste in Nordbaden an. 
Layh hat auch in der Nordbadischen Amateurauswahl eine tragende Rolle gespielt. Er debütierte am 3. Oktober 1964 bei einer 0:3-Niederlage gegen die Auswahl des Niederrheins im Rahmen des Länderpokals in der BFV-Auswahl. Unter Trainer Herbert Widmayer gehörte er der siegreichen badischen Auswahl im Wettbewerb 1967 an. Am 15. Mai setzte sich Nordbaden in Viernheim mit 2:1 gegen Hessen durch. Im Wettbewerb 1969/70 verlor er mit Nordbaden das Finale mit 0:2 gegen Bayern. Nach dem Länderpokalspiel am 12. Februar 1972 gegen das Saarland (2:0) wurde Layh für seinen 25. Auswahleinsatz geehrt.
Später spielte er noch für Waldhof Mannheim; in der Saison 1972/1973 absolvierte er für diesen Verein sieben Spiele in der damals zweithöchsten deutschen Spielklasse, der Fußball-Regionalliga Süd.
Nach seiner höherklassigen Karriere war er noch als Spielertrainer im badischen Amateurbereich tätig, unter anderem beim FV Malsch im Landkreis Karlsruhe.